# Valarie Allman
Valarie Carolyn Allman (* 23. Februar 1995 in Newark) ist eine US-amerikanische Diskuswerferin und zweimalige Olympiasiegerin.

## Sportliche Laufbahn
Erste internationale Erfahrungen sammelte Valarie Allman 2014 bei den Juniorenweltmeisterschaften in Eugene, bei denen sie mit 56,75 m die Silbermedaille gewann.
Ein Jahr später belegte die Studentin der Stanford University bei der Sommer-Universiade im südkoreanischen Gwangju den fünften Platz.
2017 qualifizierte sie sich für die Weltmeisterschaften in London, schied dort aber mit 53,85 m in der Qualifikation aus. Bei den Studentenweltspielen in Taipeh zwei Wochen später gewann sie mit 58,36 m die Silbermedaille hinter der Deutschen Kristin Pudenz.
Bei den Olympischen Spielen 2020 in Tokio gewann sie mit 68,98 m die Goldmedaille vor Kristin Pudenz. Bei einem Wettkampf im April 2022 in La Jolla gelang ihr mit einer Weite von 71,46 m ein neuer US-amerikanischer Rekord. Bei den Weltmeisterschaften 2022 in Eugene wurde sie Dritte und bei den Weltmeisterschaften 2023 in Budapest wurde sie Zweite mit einer Weite von 69,23 m.
Bei den Olympischen Spielen 2024 in Paris wiederholte sie ihren Sieg mit einer Weite von 69,50 m.